# Firestone Double Barrel Ale
Firestone Double Barrel Ale (DBA) is een Amerikaans bier van hoge gisting, sinds 1996 gebrouwen bij de Firestone Walker Brewing Company in Paso Robles, Californië. 
Het is een koperkleurige British Pale Ale met een alcoholpercentage van 5%. Een deel van het bier wordt volgens het Firestone Union-systeem vergist op eikenhouten vaten en vermengd met bier uit stalen lagertanks met een verhouding van 15% uit houten vaten en 85% uit de lagertanks. Dit bier wordt beschouwd als het vlaggenschip van de brouwerij en behaalde wereldwijd een aantal prijzen.

## Prijzen
- 2012 Great American Beer Festival gouden medaille in de categorie "Ordinary or Special Bitter"
- 2011 Great American Beer Festival gouden medaille in de categorie "Ordinary or Special Bitter"
- 2011 San Diego International Beer Festival gouden medaille
- 2011 LA County Fair gouden medaille
- 2010 Great American Beer Festival zilveren medaille in de categorie "Ordinary or Special Bitter"
- 2009 LA County Fair gouden medaille
- 2009 California State Fair zilveren medaille
- 2006 California State Fair gouden medaille
- 2005 Australian International Beer Awards zilveren medaille
- 2004 World Beer Cup zilveren medaille in de categorie "English Style Pale Ale"
- 2002 World Beer Cup gouden medaille in de categorie "English Style Pale Ale"